# Synchlora merlinaria
Synchlora merlinaria là một loài bướm đêm trong họ Geometridae.